# Benna (meccanica)

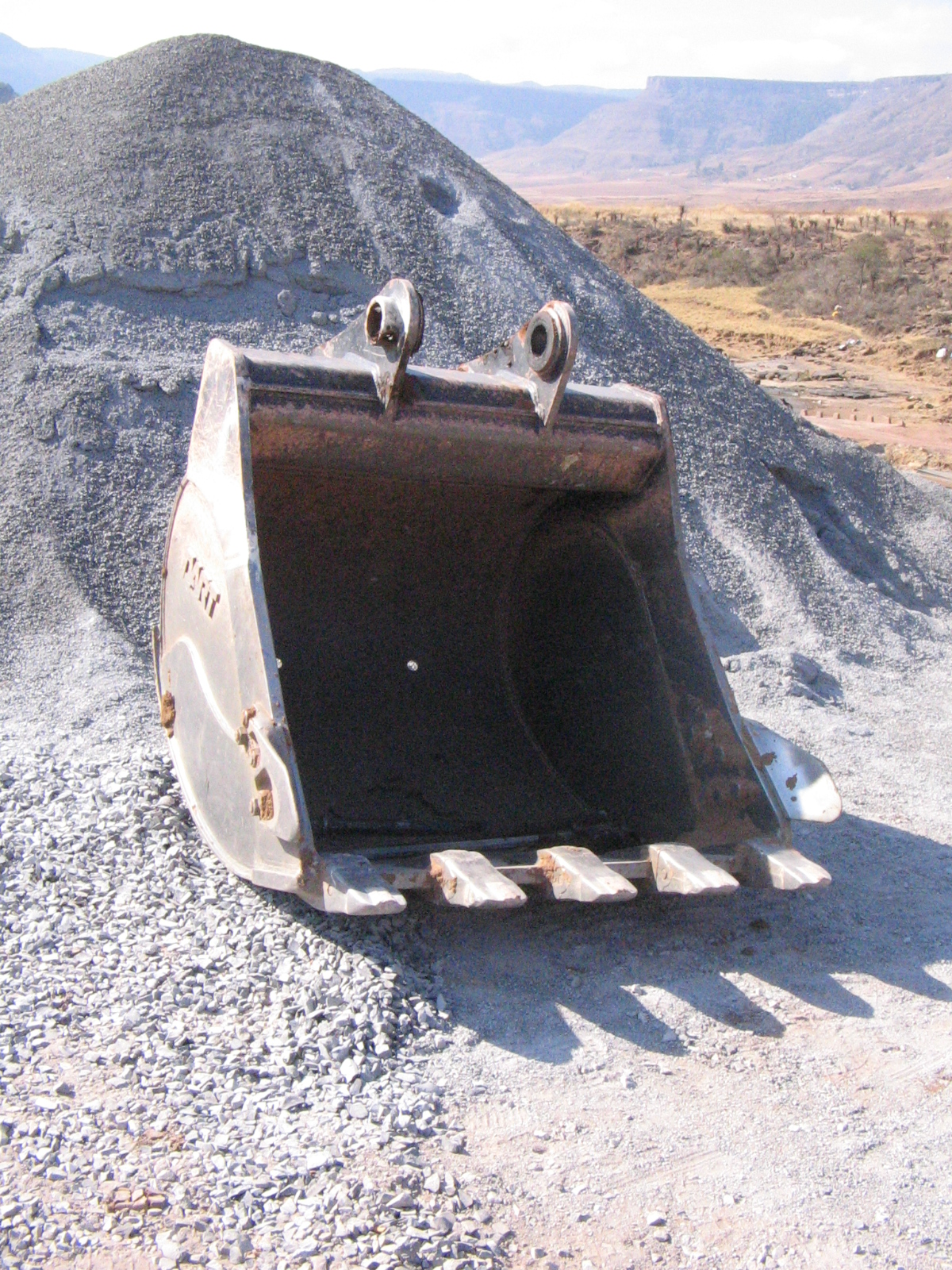
La benna di un escavatore

La benna (dal latino benna) è un organo per il sollevamento, trasporto, carico e scarico di materiali sciolti, o per lo scavo e spostamento di terreni.
Può essere montata su varie macchine e apparecchiature come pale caricatrici, gru, terne ed escavatori. 

## Tipi
A seconda dell'uso e del tipo di materiale esistono diversi tipi di benna specifici:
- Autorovesciante: usata per calcestruzzo, sabbia, ghiaia. Costituita da un contenitore imperniato fuori asse, che si rovescia al contatto con il suolo dopo lo sblocco di un perno comandato in vari modi. Il raddrizzamento avviene per gravità al momento del sollevamento tramite un sistema di aggancio posto eccentricamente dal lato opposto.

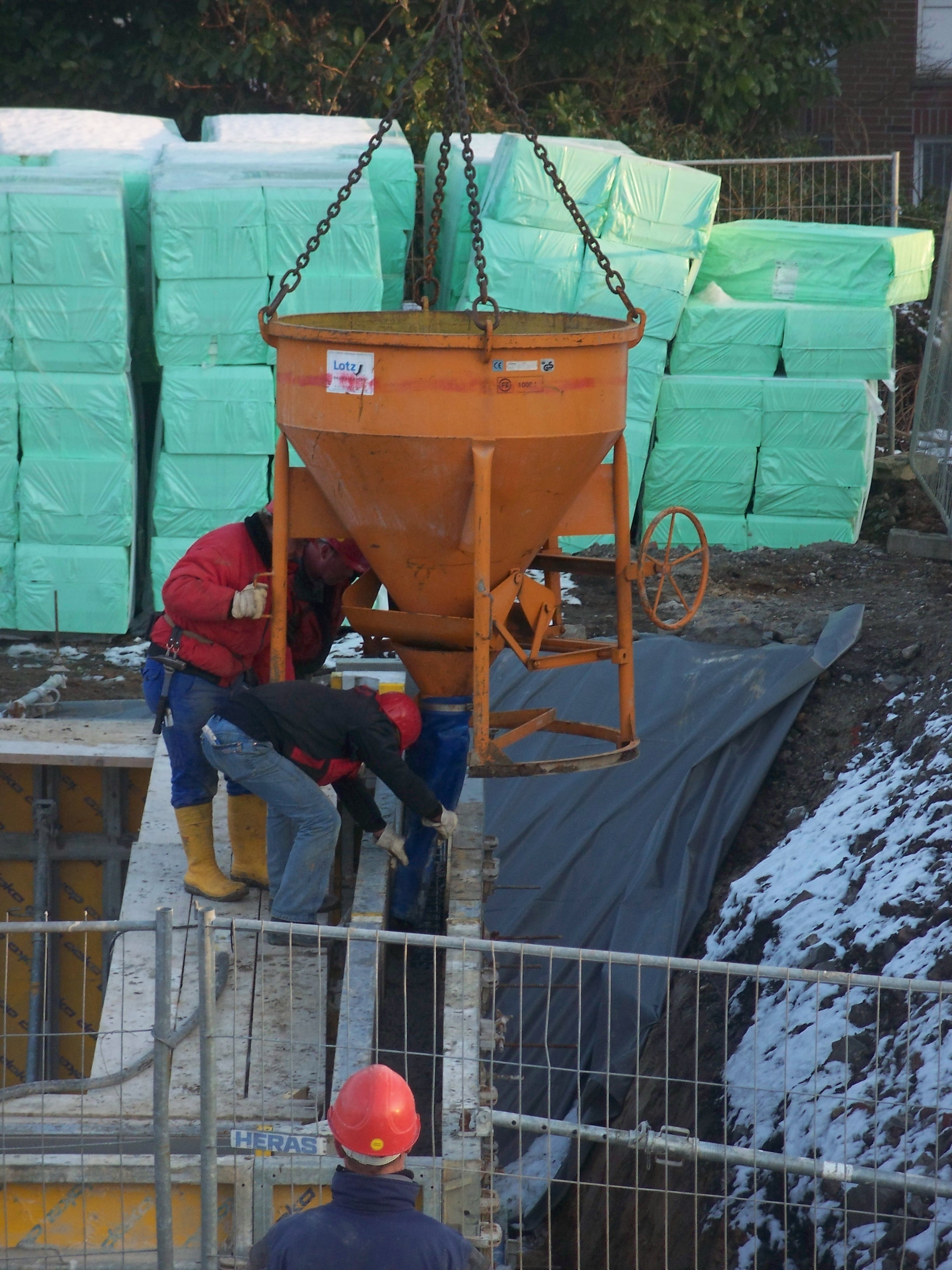
Benna per calcestruzzo

- Cerniera: un contenitore chiuso da due valve incernierate con apertura simmetrica rispetto al centro. Sistema utilizzato particolarmente per il calcestruzzo. L'apertura è collegata ad una lunga leva che permette un accurato dosaggio.

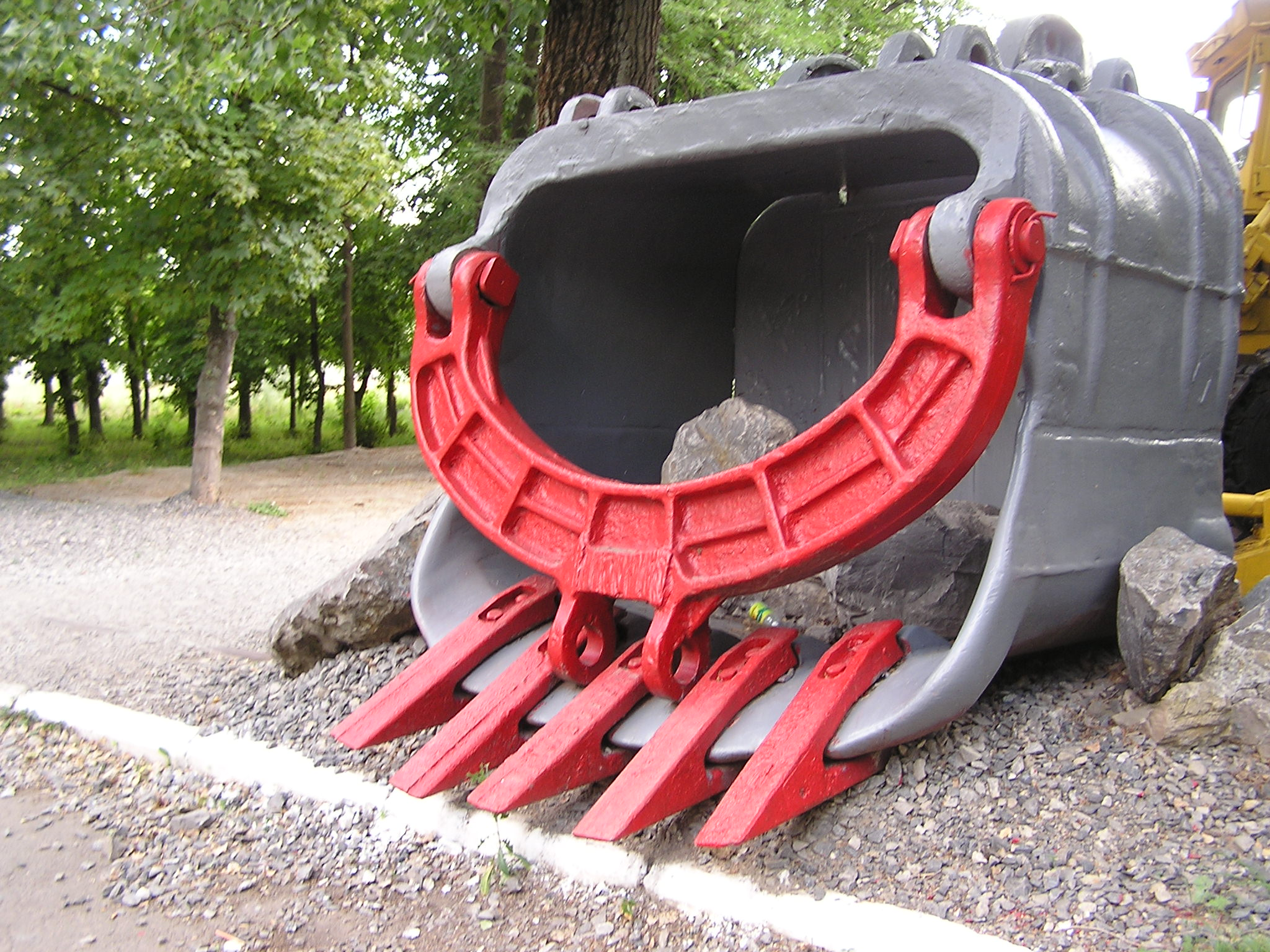
Benna trascinata

- Mordente: costituita da diversi spicchi comandanti idraulicamente, utilizzata per raccogliere grossi massi o scogli, rottami, trucioli.
- Trascinata: un grosso contenitore con denti e chiusura sul fondo, utilizzato per dragare canali o per scavi in zone paludose. Trascinato da cavi si riempie, sollevato tramite un aggancio eccentrico sul lato opposto a quello dentato è poi scaricato aprendo il fondo tramite un altro cavo collegato ad esso.

Può essere sorretta da una gru (benna sospesa), oppure da un braccio articolato montato su un veicolo a motore (autobenna) con la benna montata anteriormente.